# Heinrich Schneider (Musiker)
Heinrich Schneider (geboren am 10. Dezember 1923 in Sălbăgelu Nou (deutsch Eichenthal), Königreich Rumänien; gestorben am 26. April 2000 in Stutensee-Blankenloch) war ein deutscher Musiker, Komponist, Liedschreiber und Kapellmeister.

## Biographie

### Familie
Heinrich Schneider war Angehöriger der Volksgruppe der Banater Schwaben, einer deutschsprachigen Minderheit in Rumänien. Verheiratet war er seit 1952 mit der Eichenthalerin Susanne, geborene Wolf (1935–2016). Aus dieser Ehe entstammen zwei Kinder: Sohn Helmuth Schneider (1952–2015), selber Musiker und Komponist, und Tochter Erika (* 1954).

### In Rumänien
Heinrich Schneider erlernte nach der siebenjährigen Volksschule in Eichenthal den Beruf eines Schreiners und übte diesen in seiner Schreinerei in Eichenthal aus.
Heinrich Schneider erlernte das Akkordeonspiel in der Grundschule bei Geza Mayer (Lehrer in Eichenthal 1919–1935) und wurde 1937 Mitglied im Streichorchester für Schüler und Jugendliche, gegründet 1937 von Franz Grenzner (Lehrer in Eichenthal 1937–1941). Für das Streichorchester transponierte Schneider einige Tänze und Märsche von der einheimischen Blaskapelle und übernahm das Schreiben der Noten.
1939 trat er als Bläser der B - Klarinette der Eichenthaler Blasmusikkapelle unter der Leitung von Josef Altmann bei, der diese Kapelle 1926 ins Leben gerufen hatte. Während des Zweiten Weltkrieges fielen neben anderen auch zwei Eichenthaler Flügelhornisten, wovon er einen in der recht gut etablierten zwölf Mann starken dörflichen Blasmusikkapelle ersetzte. Die folgenschweren Ereignisse des Weltkrieges – menschliche Verluste durch Kriegshandlungen, Verschleppung, Inhaftierung bzw. Gefangenschaft, Abwanderung, beginnende sozialistische Umgestaltungen im Dorf – führten zur Beendigung der Tätigkeiten des Eichenthaler Streichorchesters.
Im Juli 1943 wurde Heinrich Schneider neben weiteren zwanzig Eichenthaler Männern zur deutschen Armee eingezogen, wo er in der militärischen Musikformation aktiv war. Nach einer Lagerhaft kehrte er 1946 in sein Heimatdorf zurück. Von 25. Februar 1947 bis 17. Juni 1947 leistete er gemeinsam mit anderen Eichenthalern Zwangsarbeit in der Kohlenzeche von Anina.
Danach gründete Heinrich Schneider ein kleines Unterhaltungsorchester bestehend aus einer Stammformation von sechs jüngeren im Dorf verbliebenen Musikanten, mit denen er als Kapellmeister und Komponist bald Erfolge verbuchen konnte. Seine Stammformation bestand aus Saxophon, Akkordeon, Trompete, Posaune, Schlagzeug, Klarinette und Helikon und war bis 1960 über die Dorfgrenzen hinaus im ganzen Banat gefragt. Das Repertoire bestand aus Walzern, Ländlern, Polkas, aber auch aus Foxtrott und Tango sowie moderner Tanzmusik. Am 24. April 1963 und am 13. Februar 1964 erfolgten Tonaufnahmen beim deutschen Radiosender in Timișoara. Kurz darauf erschien eine Schallplatte, auf der die „Eichenthaler Musikanten“ mit der Sauerkraut-Polka zu hören waren.
Heinrich Schneider begann schon in jungen Jahren selbst zu komponieren, ohne jedoch Musik studiert zu haben. Seine wohl berühmteste Text- und Musikkomposition, der Walzer Eichenthaler Heimatgruß, wurde bald zur Hymne aller Eichenthaler. Darin beschreibt er seine Sehnsucht nach seinem Heimatdorf und nach der namensgebenden alten Eiche. Der Refrain des fünfstrophigen Liedes lautet: „Sei du gegrüßt, du meine Heimat, / Du schönes Eichenthal, ich grüß‘ dich tausendmal / Aus weiter Ferne, tausend Sterne und der Mondenschein, / die alle sollen Boten meiner Grüße sein“. Weitere seiner Kompositionen sind: Eichenthaler Musikanten Marsch, Fern der Heimat, Schwabenmädel, Schwowebu (in Eichenthaler Dialekt), Heidenschwaben Musikantenmarsch und viele mehr.
Im Jahr 1967 zog Heinrich Schneider mit seiner Familie nach Timisoara, in den Stadtteil Mehala, wo er als Schreiner in einem Staatsbetrieb tätig war. Da einige seiner Stammmusiker in verschiedene Banater Ortschaften oder ins Ausland abgewandert waren, wurde die Zusammenarbeit in seinem Blasmusikorchester immer schwieriger, bis es sich 1970 auflöste. Sein musikalisches Wissen hatte Heinrich Schneider frühzeitig an Eichenthaler Kinder und auch an seinen Sohn Helmuth weiter gegeben. Sein Sohn setzte nach seinem Musikstudium an der Musikhochschule von Timișoara die musikalische Tätigkeit des Blasmusikkapellmeisters ab 1969 bis 1977 am Deutschen Staatstheater Temeswar und später in Deutschland fort.

### In Deutschland
Im Dezember 1972 ging Heinrich Schneider nach Stutensee bei Karlsruhe, wohin 1977 auch seine Familie übersiedelte. Hier war er bis zu seinem Ruhestand im Jahr 1989 bei der Firma Metz Feuerwehrtechnik Karlsruhe tätig. Der Musik und besonders dem Akkordeonspielen widmete er sich nur noch im familiären Umfeld oder ehrenamtlich für die Heimatortsgemeinschaft (HOG) Eichenthal, für die er gemeinsam mit seinem Sohn Helmuth bei den alle zwei Jahre in Asbach-Bäumenheim stattfindenden Heimattreffen spielte. Beim 100-jährigen Gründungsjubiläum von Eichenthal im Jahre 1994 überreichte ihm Bürgermeister Eichhorn der Gemeinde Asbach-Bäumenheim eine Ehrenurkunde für seine langjährige ehrenamtliche Unterstützung der HOG Eichenthal.
Am 26. April 2000 erlag Heinrich Schneider zu Hause einem Herzinfarkt. Er wurde in Stutensee-Blankenloch beigesetzt.

## Kompositionen (Auswahl)
- Heimatgruß (Walzer)
- Eichenthaler Musikanten Marsch
- Fern der Heimat
- Schwabenmädel
- Schwowebu (getextet im Eichenthaler Dialekt)
- Heidenschwaben Musikantenmarsch

Zwischen 1963 und 1964 aufgenommene Werke liegen im Tonarchiv des Deutschen Radiosenders Timișoara (Redaktion Astrid Weisz).